# Кирх, Розане
Розане Кирх (порт. Rosane Kirch; род. 19 апреля 1976, Бакабал, Мараньян) — бразильская шоссейная велогонщица.

## Карьера
В 2002 году стала чемпионкой Бразилии в групповой и индивидуальной гонке. На Южноамериканских играх в том же году заняла третье место в индивидуальной гонке, а в 2010 стала второй в групповой гонке.
Несколько раз участвовала в чемпионат мира. Выступала на Панамериканских играх и чемпионате Панамерики.
На клубном уровне неоднократно участвовала в многодневке Джиро Донне, различных однодневных гонках в рамках Женского мирового шоссейного кубка UCI и ряде других гонок в рамках Женского мирового шоссейного календаря UCI.

## Достижения
2001
2-я на Чемпионат Бразилии — индивидуальная гонка
2002
 Чемпионат Бразилии — групповая гонка
 Чемпионат Бразилии — индивидуальная гонка
 Южноамериканские игры — индивидуальная гонка
2004
62-я на Чемпионат мира — групповая гонка
2006
2-я на coupe d’Amérique de cyclisme
3-я на Giro del Valdarno
2007
3-я на coupe d’Amérique de cyclisme
63-я на Чемпионат мира — групповая гонка
2008
2-я на Рут де Франс феминин
42-я на Чемпионат мира — групповая гонка
2010
Eroica Rosa
Тур Приморской Шаранты
2-я в генеральной классификации
1-й этап
 Южноамериканские игры — групповая гонка
2011
2-я на Чемпионат Бразилии — индивидуальная гонка

## Статистика выступления наГранд-турах
| Гонка / Год | 2004 | 2005 | 2006 | 2007 | 2008 | 2009 | 2010 |
| ----------- | ---- | ---- | ---- | ---- | ---- | ---- | ---- |
| Джиро Донне | 68   | 60   | 74   | 35   | 12   | 42   | 86   |

## Рейтинги
| Год                 | 2011  |
| ------------------- | ----- |
| Мировой рейтинг UCI | 379-й |
|                     |       |
| Источник: UCI       |       |